# Doek
Doek is een geweven textielen stof. Meestal wordt dikke stof bedoeld. Dun textiel, zoals voor het maken van kleding wordt gewoonlijk stof genoemd. Meestal wordt doek van katoen gemaakt; voor grover doek kan bijvoorbeeld jute worden gebruikt.
Daarnaast spreekt men ook wel over papieren (zak)doekjes (ook tissues genoemd).

## Eenvoudig kledingstuk
Een doek (vaak met een eenvoudige, bijvoorbeeld rechthoekige vorm) wordt soms gebruikt als kledingstuk, bijvoorbeeld een lendendoek en een sjaal.

## Toepassingen
Afhankelijk van de toepassing spreekt men onder meer van een vaatdoek, dweil, handdoek, theedoek, stofdoek en zakdoek.

## Schilderijen
Doek wordt gebruikt als ondergrond voor schilderijen. Schildersdoek heet ook wel canvas. Dit is sterk geweven linnen. Vaak spreekt men van doek als synoniem voor op doek geschilderd schilderij, bijvoorbeeld: een doek van Rubens.

## Digitale afbeeldingen
Een nieuwer gebruik van doek is als materiaal om digitale foto's en kunstwerken op af te drukken. Doek, of canvas, heeft als voordeel dat in veel gevallen de kleurechtheid van afbeeldingen langer is gewaarborgd in vergelijking met fotopapier. Soms wordt voor deze afdrukken ook linnen gebruikt in plaats van doek.

## In de toneelwereld
Het gordijn dat het toneel van het publiek scheidt, wordt doek genoemd.
In een geschreven toneelspel wordt het enkele woord doek gebruikt om aan te geven dat een scène is afgelopen en het doek gesloten moet worden. Wordt het toneelgordijn gesloten, dan wordt gezegd dat het doek valt. Vanouds werd het doek steeds gebruikt als een scène was afgelopen en het decor op het toneel veranderd moest worden. Zie changement. Nieuwer is dat decors machinaal worden bediend, zodat ze zeer snel veranderd kunnen worden. 
Daarom bespaart men zich thans de moeite om het doek te sluiten en wordt alleen even het licht uitgedaan. Het doek valt alleen nog aan het einde van een bedrijf.
Figuurlijk spreekt men over het vallen van het doek als iets ophoudt te bestaan of iets ten einde loopt. Men zegt bijvoorbeeld dat in 476 het doek viel voor het West-Romeinse Rijk.

## Projectiescherm
Het witte doek is een veelgebruikte literaire aanduiding voor een projectiescherm.